# 誤変換
誤変換（ごへんかん）とは、ワープロやパソコンなどでかな漢字変換の際に、意図したものとは異なる漢字を選択してしまうこと。

## 概要
誤植がある文字が、よく似た文字に置き換わるのに対して、誤変換は、ある言葉が別の同音異義語に置き換わるという結果をもたらす。影響として文章の辻褄が合わなくなってしまったり、文章の意味が違う方向に通ってしまったりして、誤解を招くということが挙げられる。
誤変換の問題は、ワープロに始まりパソコン・DTPによる印刷物・携帯機器・電光掲示板と、あらゆる分野で発生している。

## 誤変換にまつわるエピソード
- 誤変換は時として面白さをはらむことがあり、それが漢字への興味をもつきっかけになることがある。このため、漢字検定を行っている日本漢字能力検定協会はウェブサイト上で「変“漢”ミスコンテスト」を催している[2]。
- 小説家の清水義範は、ワープロの誤変換を題材とした小説「ワープロ爺さん」を発表している（講談社文庫『永遠のジャック&ベティ』収録。同書のあとがきで、清水本人が購入したワープロ（富士通のOASYS 30SF）の誤変換にあきれた経験から執筆したと述べている[3]）。
- かつてジャストシステムは自社のワープロソフト、一太郎のCMにて「正しい日本語を選ぼう」という触れ込みで、ライバル（MS-IME）の誤変換を揶揄したCMを作った。そのときに登場した用例が「入れた手のお茶」「ガイドが天上する」であり、正しくは「入れ立てのお茶」「ガイドが添乗する」である[4]。
- 電子掲示板2ちゃんねるで使用される2ちゃんねる用語には、誤変換がきっかけとなって広まったスラングが多数存在する[5]。以下はその一例である。
  - 大杉 - 「多すぎ」の誤変換[6]。
  - 希ガス - 「気がする」の意味。「希ガスる」の誤変換から[7]。